# Hôtel Bléteau
L'hôtel Bléteau est l'hôtel de ville de la commune du Grand-Lucé, dans le département français de la Sarthe. Il bénéficie d'une inscription au titre des monuments historiques.

## Description
L'hôtel Bléteau est construit en pierre calcaire de Lavoux et orné de terres cuites ou vernissées de Sarreguemines. Il abrite notamment un tableau du peintre Jules Hervé-Mathé représentant des lavandières.

## Historique
L'hôtel ainsi que les façades et toitures de ses communs sont inscrits au titre des monuments historiques depuis le 11 février 1993.